# Agglomération de la Région de Compiègne
La Agglomération de la Région de Compiègne (Aglomeración de la Región de Compiègne) es una comunidad de aglomeración francesa, situada en el departamento de Oise y la región Picardía. Su presidente es Philippe Marini, alcalde de Compiègne.

## Composición
La Agglomération de la Région de Compiègne agrupa los municipios de los cantones de Compiègne-Nord, Compiègne-Sud-Est y Compiègne-Sud-Ouest, es decir, los municipios siguientes:
- Armancourt
- Bienville (adhesión el 4 de noviembre de 2005, efecto a partir del 1 de enero de 2006)
- Choisy-au-Bac
- Clairoix
- Compiègne (sede)
- La Croix-Saint-Ouen
- Janville
- Jaux
- Jonquières
- Margny-lès-Compiègne
- Le Meux
- Saint-Jean-aux-Bois
- Saint-Sauveur
- Venette
- Vieux-Moulin

## Historia
En 1970, diez municipios del área de Compiègne fundan el SIVOM de Compiègne (la orden gubernativa data del 10 de diciembre de 1970). El 1 de enero de 2000, al tiempo que pasaba a agrupar catorce municipios, el SIVOM se transforma en comunidad de municipios: la Communauté de communes de la région de Compiègne (CCRC). El 1 de enero de 2005, la comunidad de municipios se transforma en comunidad de aglomeración: Agglomération de la Région de Compiègne.
El 1 de enero de 2006, el municipio de Bienville, único municipio del cantón de Compiègne-Nord no adherente, accede a la Agglomération de la Région de Compiègne.